# Confessions d'une fille invisible
Pour plus de détails, voir Fiche technique et Distribution.
Confessions d'une fille invisible (Confissões de uma Garota Excluída) est un film brésilien réalisé par Bruno Garotti et Thalita Rebouças, sortie le 22 septembre 2021 sur Netflix,.

## Synopsis
Tetê se sent exclue aussi bien à l'école qu'à la maison. Aussi quand ses parents au chômage doivent déménager chez ses grands-parents dans le quartier de Copacabana, à Rio de Janeiro, la jeune fille de 16 ans prend une grande résolution. Dans sa nouvelle école, finies les moqueries, et bienvenue aux amis et à une vie sociale !

## Fiche technique
- Titre : Confessions d'une fille invisible
- Titre original : Confissões de uma Garota Excluída
- Réalisation : Bruno Garotti et Thalita Rebouças
- Scénario : Thalita Rebouças, Bruno Garotti, Flavia Lins e Silva
- Durée : 91 minutes
- Date de sortie : 22 septembre 2021

## Distribution
- Klara Castanho (VF : Lila Lacombe) : Teanira « Tetê » de Oliveira
- Gabriel Lima (VF : Martin Faliu) : Davi
- Júlia Gomes (pt) (VF : Anaïs Delva) : Valentina Castro Silveira
- Marcus Bessa (pt) (VF : Thomas Sagols) : Zeca
- Lucca Picon (VF : Yoann Sover) : Erick
- Caio Cabral (VF : Jonathan Gimbord) : Dudu
- Kíria Malheiros (pt) (VF : Clara Soares) : Samantha Hygino
- Fernanda Concon (pt) (VF : Nastassja Girard) : Laís Montenegro
- Rosane Gofman (pt) (VF : Sylvie Genty) : Djanira
- Stepan Nercessian (VF : Paul Borne) : José
- Júlia Rabello (pt) (VF : Julie Turin) : Helena Mara
- Alcemar Vieira (VF : Guillaume Bourboulon) : Reinaldo
- Ana Miranda (VF : Nathalie Bleynie) : Maria Amélia
- Thiago Justino (VF : Lionel Henry) : Inácio
- Thalita Rebouças (pt) (VF : Catherine Desplaces) : Laura, la mère de Laís
- Roberta Santiago (VF : Caroline Burgues) : Conceição
- Leonardo Cidade : Gustavo Sampaio
- Leo Tucherman : Hélio
- Jade Cardozo : Ingrid
- Alex Patrício : Paulo Roberto
- Tom Cabral : Samuca
- Brian Monteiro : Henrique
- Vitória Masciel : Bianca
- Bruna Ventura : Fafá

 Source et légende : version française (VF) sur RS Doublage et carton du doublage français.